# Kyperská vlajka

Kyperská vlajka
Poměr stran: 2:3 nebo 3:5

Vlajka Kypru je tvořena zlatou siluetou mapy ostrova v bílém poli umístěnou ve středu vlajky, pod kterou jsou zkřížené dvě olivové ratolesti.
Barvy vlajky mají napomoci dosažení mírového soužití mezi dvěma komunitami žijícími na ostrově, tedy mezi Řeky a Turky. Rovněž olivové ratolesti symbolizují mír. Barvy řecké a turecké vlajky (modrá a červená) byly proto záměrně opomenuty.
Při svislém zavěšení se emblém na vlajce otáčí do svislé polohy.

Vlajka kyperského prezidenta Poměr stran: 1:1
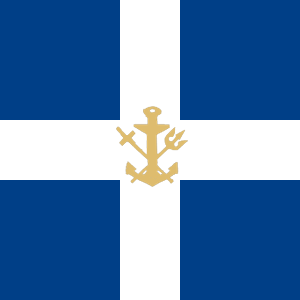
Kyperská lodní vlajka (Naval Jack) Poměr stran: 1:1

## Historie
Kyperská vlajka byla přijata dne 16. srpna 1960, po dosažení nezávislosti na Spojeném království. Vybrána byla arcibiskupem  Makariosem, prvním prezidentem Kypru na podkladě návrhu vytvořeném učitelem základní školy. V březnu roku 2004 byla komisí složenou z kyperských Řeků i Turků vybrána ze stovek návrhů nová vlajka, která obsahovala jak řecké, tak i turecké barvy. Uprostřed pak byl umístěn žlutý (měděný) pruh, který sousedil jak nahoře, tak i dole s bílou barvou, což vycházelo z původní vlajky. Tento pruh symbolizoval celý ostrov. Nový návrh byl však odmítnut v lidovém hlasování.

Vlajka Britského Kypru (1881–1922) Poměr stran: 1:2
Kyperská vlajka před nezávislostí na Spojeném království (1922–1960) Poměr stran: 1:2
Kyperská vlajka (duben-srpen 1960) Poměr stran: 3:5
Kyperská vlajka (1960–2006) Poměr stran: 3:5
Zamítnutý návrh kyperské vlajky v plánu Kofi Annana (2004) Poměr stran: 2:3

Od 24. dubna 2006 se užívá nová, drobně změněná varianta vlajky.

## Zajímavosti
Zlatá či žlutá barva mapy ostrova na vlajce je kvůli snadnější reprodukci. Původně měla být mapa v barvě mědi podle kovu, který dal ostrovu jméno (cuprum). Řecký výraz pro měď doslova znamená „kyperský kov“ a na ostrově jsou mědi značné zásoby. Rovněž francouzský výraz pro měď souvisí s Kyprem, slovo „cuivre“ pochází z latinského „'cyprium aes“ tedy „kyperský bronz“. Občané Kypru mají právo užívat neomezeně jak kyperskou, tak i řeckou či tureckou vlajku.